# Русско-Орловка
Ру́сско-Орло́вка (укр. Русько-Орлівка) — село на Украине, расположенное в Амвросиевском районе Донецкой области. Находится под контролем самопровозглашённой Донецкой Народной Республики.

## География

#### Соседние населённые пункты по странам света
С: —
СЗ: Цупки, Певчее, Шахтное, город Зугрэс
ЗСЗ: Троицко-Харцызск
ЮЗ: Степано-Крынка, Покровка (Амвросиевский район)
ЗЮЗ: Покровка (Харцызский городской совет)
ЮВ: Малая Шишовка
СВ: Дубовое, Захарченко, Зарощенское, Шапошниково
В: —

## Население
Население по переписи 2001 года составляла 79 человек.

## Общая информация
Код КОАТУУ — 1420687103. Почтовый индекс — 87320. Телефонный код — 6259.

## Адрес местного совета
87320, Донецкая область, Амвросиевский район, с. Степано-Крынка, ул. Советская, д.1а, тел.37-2-25